# 萩原さおり
萩原 さおり（はぎわら さおり、1月15日 - ）は、日本の漫画家。兵庫県出身。女性。血液型A型。趣味はドラマを観る、のんびりする、ご当地キューピー（地域限定コスチュームキューピー）集め。高校でバドミントンをした時のあだ名は「スナイパー」。

## 略歴
- 京都精華大学ストーリーマンガコース2009年度卒業。2008年第478回別マまんがスクールにおいて「ユメビト」で期待賞＋激励賞を受賞。その後、第484回別マまんがスクールにおいて「ヘア☆スター」で再度、期待賞＋激励賞を受賞。2010年第501回別マまんがスクールにて「えんぴつの記憶」で努力賞＋ベスト賞を受賞し、同作品がデビュー作となった（当時21歳）[1][2][注 1]。

## 作品リスト
全て集英社、マーガレットコミックスから刊行されている。
- ノスタルジア（2013年6月25日発売[3]、ISBN 978-4-08-845062-9）
  - ノスタルジア（『別冊マーガレットsister』2012年8月増刊号）
  - 真っ赤なチューリップを君に[4]（『bianca（ビアンカ）』3号（2013年6月増刊号））
  - キンモクセイ（『別冊マーガレット』2012年11月号別冊ふろく『別マTWO』Vol.5）
  - ゆめのはなし（『ザ マーガレット』2013年2月号）
  - 暖々（『ザ マーガレット』2012年2月号）
  - 真っ赤なチューリップの花言葉（書き下ろし）
- 花の君（2015年11月25日発売[5]、ISBN 978-4-08-845432-0）
  - 花の君（『別冊マーガレット』2015年6月号 別冊ふろく『dcolle』2号）
  - Landscape（『ザ マーガレット』2015年4月号）
  - アキアカネ（『別冊マーガレット』2013年11月号）
  - スプリング・ボード（『別冊マーガレット』2013年5月号 別冊ふろく『別マTWO』Vol.10）
  - ハルハ（『ザ マーガレット』2011年1月号）
  - きつねのよめいり（描きおろし）

### 単行本未収録作品
- えんぴつの記憶（『別冊マーガレット』2010年4月号、デビュー作）
- ブルー ブルー（『別冊マーガレット』2013年7月号 別冊ふろく『別マTWO』Vol.12）
- 夜空に咲く（『別冊マーガレットsister』2015年10月増刊号 秋フェス01[6] - 12月増刊号 秋フェス03）
- さらば（『別冊マーガレット』2016年9月号別冊ふろく『スポーツする君が好き!』）
- 春めく[7]（『別冊マーガレットsister』2017年3月号 冬フェスVOL.3）
- それは恋のはじまり（『ザ マーガレット』2018年4月号）
- 虹のふもと（『ザ マーガレット』2019年2月号）
- まるで宇宙（『ザ マーガレット』2019年10月号）
- 冬 眠（『ザ マーガレット』2021年冬号）
- 夜を歩く[8]（『Cookie』2022年9月号）
- アロハガール（原作：如月園、『Cookie』2025年7月号[9] - ） - シリーズ連載[9]

### その他
- 京都精華大学 マンガ学部 卒業制作 - 「EYES」16P、「きみは素敵」16P掲載

## 関連人物
- 河原和音[2] - デビュー時の特別審査員。